# Омельянович-Павленко, Иван Владимирович
Ива́н Влади́мирович Омельяно́вич-Павле́нко (укр. Іва́н Володи́мирович Омеляно́вич-Павле́нко; 19 (31) августа 1881, Баку — 8 сентября 1962, Чикаго) — офицер Русской императорской армии, полковник (1917), затем — украинский военачальник, генерал-хорунжий армии Украинской народной республики (1920); во время Второй мировой войны — офицер охранной полиции нацистской Германии.

## Биография
Родился в Баку, в семье православного русского офицера-артиллериста, дворянина, уроженца Екатеринославской губернии, служившего с августа 1874 года в Тифлисе, в составе Кавказской гренадерской артиллерийской бригады, затем — на Тифлисском окружном артиллерийском складе, один из отделов которого находился в Баку.
Имел старшего брата Михаила (1878—1952) и сестру.
В 1886 году семья Павленко переселилась в Хабаровск, на новое место службы главы семейства, штабс-капитана Владимира Иудовича Павленко (он же — Омельяно́вич-Павленко), 1855 года рождения, продолжавшего до 1911 года службу на Хабаровском артиллерийском складе в чине капитана, затем подполковника, полковника, и уволенного от службы с производством в чин генерал-майора, с мундиром и пенсией.
В 1911 году братья официально изменили свою фамилию «Павленко» на «Амельяно́вич-Павленко», подчеркнув таким образом свою принадлежность к казацко-дворянскому роду Омельяно́вичей—Павленко. После перехода в 1918 году на службу в украинскую армию, фамилия братьев Павленко изменилась на «Омеля́нович-Павленко».

### Русскийофицер
В августе 1898 года, окончив, как и старший брат, Сибирский кадетский корпус (в Омске), Иван Павленко вступил в военную службу юнкером Константиновского артиллерийского училища (г. Санкт-Петербург).
По окончании училища, в августе 1901 года был произведен в подпоручики (со старшинством с 09.08.1899), с зачислением по полевой пешей артиллерии и с назначением на службу в 43-ю артиллерийскую бригаду (г. Олита) 43-й пехотной дивизии.
В октябре 1903 года подпоручик Павленко был переведен в 1-ю Восточно-Сибирскую артиллерийскую бригаду (г. Никольск-Уссурийский) 1-го Сибирского армейского корпуса.
Участник русско-японской войны 1904—1905 годов. 
В составе артиллерийской бригады принимал участие в боях, — участвовал в сражении на реке Шахе, в Мукденском сражении. Был ранен, награждён двумя боевыми орденами, произведен в поручики.
После войны с Японией был переведен в 1-й конно-горный артиллерийский дивизион (с. Спасское) Уссурийской конной бригады.
С августа 1908 года — штабс-капитан.
В 1911 году окончил Офицерскую кавалерийскую школу в Санкт-Петербурге.
Участник Первой мировой войны. 
На войну выступил в чине штабс-капитана на должности старшего офицера 1-й батареи 1-го конно-горного артиллерийского дивизиона Уссурийской конной бригады. С августа 1914 года дивизион — в действующей армии, на Северо-Западном фронте под Варшавой, с мая 1915 — на Юго-Западном фронте, в Галиции, в составе Сводной кавалерийской дивизии, затем, в 1916 году, на Буковине, в составе Уссурийской казачьей дивизии 3-го конного корпуса.
Командуя артиллерийскими взводами, Иван Амельянович-Павленко активно участвовал в боях, был ранен. За боевые заслуги и проявленный героизм в годы войны удостоен пяти наград, в том числе ордена Святого Георгия 4-й степени и Георгиевского оружия — высших военных наград Российской империи для обер-офицеров.
Высочайшим Приказом от 27 января 1917 года капитан Амельянович-Павленко (Иван) был назначен командующим 11-й конно-артиллерийской батареей 6-го конно-артиллерийского дивизиона 6-й кавалерийской дивизии 11-й Армии Юго-Западного фронта. В июне 1917 года был произведен в подполковники (со старшинством с 11.07.1916 и с утверждением в настоящей должности); в августе того же года произведен в полковники (со старшинством с 11.07.1917).
В сентябре 1917 года был назначен командующим украинизированным 8-м гусарским Лубенским полком 8-й кавалерийской дивизии 6-й Армии Румынского фронта, переименованным во 2-й Лубенский украинский конно-казачий гетмана Сагайдачного полк (с подчинением, после Октябрьской революции в Петрограде, украинской Центральной раде).

### Украинскийофицер
В феврале 1918 года Иван Омелянович-Павленко вывел часть военнослужащих этого полка с Румынского фронта на Украину. После прихода в Киев, кадрированный полк был переформирован в Лубенский сердюкский конно-казачий полк сердюкской дивизии гетмана Павла Скоропадского. До 8 октября 1918 года в чине полковника армии Украинской державы командовал этим полком, затем был кошевым атаманом украинского вольного казачества на Харьковщине. С 5 ноября 1918 года — член Генеральной казачьей рады.
С 27 декабря 1918 года — командующий группой войск «Навария» в составе Галицкой армии, которой в то время командовал его брат Михаил Омелянович-Павленко.
С 24 февраля 1919 года состоял в распоряжении военного министра УНР, с 7 марта 1919 года — в распоряжении наказного атамана вольного казачества.
В марте 1919 года — командующий фронтом под Проскуровым, временно исполняющий обязанности командира конной бригады действующей армии УНР. С мая 1919 года — инспектор кавалерии УНР.
В ноябре 1919 заболел тифом и остался в Проскурове, в который вошли белогвардейцы.

### В«белой» армиии снова вармии УНР
В декабре 1919 года вступил в состав Вооружённых сил Юга России (ВСЮР) генерала Антона Деникина. Через Одессу морским путём выехал на Кубань, где в чине полковника возглавил 3-й линейный казачий полк Кубанской армии ВСЮР, затем — командир Сводно-линейного казачьего полка. В середине апреля 1920 года, после капитуляции Кубанской армии, переехал в Грузию, откуда морем добрался до Севастополя.
В Севастополе в качестве главы Украинской военной делегации встречался с начальником штаба Русской армии генерала Врангеля генералом Шатиловым, обсуждал возможность ведения совместных военных действий против Советской России. Затем через Румынию прибыл в распоряжение командования армии УНР.
Участник советско-польской войны на стороне поляков. 
С 30 июня 1920 года — начальник Отдельной конной дивизии и инспектор кавалерии армии УНР (2-го формирования). Был произведен в генерал-хорунжие армия УНР. В конце 1920 года, после заключения перемирия, интернирован польскими властями.

### В эмиграции
С 1923 года жил в эмиграции в Праге.
Участник Второй мировой войны на стороне Германии. 
Во время Великой Отечественной войны, в июне 1941 года, Иван Омельянович-Павленко, на Подолье (Украина), сформировал и возглавил отдельное украинское добровольческое подразделение в составе вермахта. Через несколько месяцев это подразделение было преобразовано в городскую полицию Белой Церкви, а в начале 1942 года — в 109-й батальон вспомогательной полиции, дислоцированный в Виннице. Командуя этим батальоном, был украинским комендантом Винницы, принимал участие в боях против советских партизан.
Полковник Михаил Садовский в письме к другому эмигрантскому военному деятелю УНР генералу Всеволоду Петриву от 23 октября 1941 года писал:
«Уже многих наших людей, офицеров и гражданских, отправили мы на освобождённые наши земли. Офицеры обычно занимают должности комендантов полиции. Даже генерал Омельянович-Павленко (младший) занимает должность такого коменданта по Винницкому округу. Часть наших офицеров состоят в роли переводчиков при немецкой армии».
В 1942 году, вместе с другими украинскими формированиями в составе вспомогательной полиции (115-й, 201-й и др. батальоны), 109-й полицейский батальон был переброшен немецким командованием в Белоруссию для борьбы с партизанами.
С июля 1943 года Иван Омельянович-Павленко работал над созданием Украинской освободительной армии в составе вермахта.
В 1944 году отступил в Германию, после войны эмигрировал в США.
Правительством УНР в изгнании был произведен в генерал-поручики армии УНР.
Умер в 1962 году в Чикаго. Похоронен на кладбище Святого Андрея в Саут-Баунд-Бруке (США).

## Награды
- Российской империи:
  - Орден Святого Владимира 4-й степени с мечами и бантом (ВП от 25.02.1906, стр. 4)
  - Орден Святой Анны 4 степени с надписью «За храбрость» (ВП от 05.03.1906, стр. 19)
  - Медаль «В память русско-японской войны» (1907)
  - Орден Святого Станислава 3-й степени (ВП от 22.02.1909, стр. 7)
  - Орден Святой Анны 3-й степени (08.11.1911; ВП от 10.12.1911)
  - Медаль «В память 300-летия царствования дома Романовых» (1913)
  - Георгиевское оружие (утв. ВП от 18.09.1915, стр. 27): «за то, что в бою 3-го февраля 1915 года, когда один из наших пехотных полков боролся с противником за обладание опушкой леса восточнее д. Кусково-Глинки[укр.] и вследствие губительного огня не мог окопаться, чтобы закрепить за собой эту опушку, вызвавшись в качестве охотника, быстро вдвинулся с двумя горными орудиями под действительным ружейным огнём противника на открытую позицию на линии наших стрелковых цепей и своим губительным огнём с дистанции 200 саженей по неприятельским окопам у д. Глинки, где засела и укрепилась пехота противника и по самой деревне, которую вскоре поджёг с двух сторон, заставил противника очистить окопы и деревню, а своей стрельбой привлёк на себя пулемётный и артиллерийский огонь немцев, чем дал возможность нашей пехоте окопаться и укрепиться на занятом ею пункте.»[14]
  - Мечи и бант к ордену Святой Анны 3-й степени (ВП от 05.12.1915, стр. 30)
  - Орден Святого Георгия 4-й степени (утв. ВП от 25.09.1916, стр. 29), — «за то, что в бою 24-го мая 1916 года за обладание дер. Окна, командуя взводом 1-й батареи названного дивизиона, когда окраина её, обращённая к противнику, была занята частью роты 8-го пограничного Заамурского пехотного полка, всего в числе около 30-ти человек, с трудом удерживавшей под натиском превосходящих сил противника и его губительным артиллерийским огнём выход из деревни, смело выдвинул на линию пехотных цепей, сначала на лошадях, а потом на руках, два орудия своего взвода и с дистанции в 500-600 шагов гранатным огнём сбил неприятельские пулемёты, после чего, несмотря на ранение, до наступления сумерек вёл огонь со своей опасной позиции по ближайшим окопам противника, чем дал возможность нашей пехоте окопаться впереди деревни и, с прибытием полковых резервов, окончательно удержаться в занятой д. Окна.»[15].
  - Орден Святого Станислава 2-й степени с мечами (ВП от 30.10.1916, стр. 49)
  - Орден Святой Анны 2-й степени с мечами (ВП от 08.11.1916, стр. 57)
- Награды Украинской народной республики (УНР):
  - Крест Симона Петлюры (1936)
  - Военный крест (в конце 1950-х годов)
- Награды Западно-Украинской народной республики (ЗУНР):
  - Галицкий Крест[укр.] (в конце 1930-х годов)
- Награды Германии (Третьего Рейха):
  - Знак отличия для восточных народов 2-го класса «в бронзе» с мечами (1943/1944?)